# Zdobywcy Troy
Zdobywcy Troy (fr. Les Conquérants de Troy) – francuska seria komiksowa z gatunku fantasy autorstwa są Scotch Arleston (scenariusz) i Ciro Toty (rysunki), opublikowana w latach 2005–2014 przez wydawnictwo Soleil Productions. Po polsku cały cykl ukazał się w jednym albumie zbiorczym w 2017 nakładem wydawnictwa Egmont Polska. Seria jest powiązana z innymi cyklami: Lanfeust z Troy, Lanfeust w kosmosie, Odyseja Lanfeusta, Trolle z Troy, Brzdące z Troy oraz niepublikowanymi w Polsce: Lanfeust Quest, Les Légendes de Troy, C'ixi de Troy.

## Fabuła
Planeta Troy jest własnością Konsorcjum Kwiatów prowadzonego przez książęta-kupców z Meirrionu. Wśród przymusowych osadników na Troy są Tabula i Rasan, rodzeństwo nastolatków, którzy wyruszają na poszukiwanie rodziców. Oboje wplączą się w walkę o władzę nad Troy.

## Tomy
| Tom | Tytuł i rok wydania polskiego   | Tytuł i rok wydania oryginalnego  | Uwagi                                                                                 |
| --- | ------------------------------- | --------------------------------- | ------------------------------------------------------------------------------------- |
| 1   | Więzień w Porcie Kwiatów (2017) | Exil à Port-Fleuri (2005)         | Po polsku wszystkie tomy ukazały się w jednym albumie zbiorczym Zdobywcy Troy (2017). |
| 2   | Drwal Eckmul (2017)             | Eckmül le bûcheron (2008)         | Po polsku wszystkie tomy ukazały się w jednym albumie zbiorczym Zdobywcy Troy (2017). |
| 3   | Bitwa o Port Kwiatów (2017)     | La bataille de Port-Fleuri (2011) | Po polsku wszystkie tomy ukazały się w jednym albumie zbiorczym Zdobywcy Troy (2017). |
| 4   | Góra Orła (2017)                | Le Mont Rapace (2014)             | Po polsku wszystkie tomy ukazały się w jednym albumie zbiorczym Zdobywcy Troy (2017). |